# Theodor Ehrenpreis
Saul  Theodor Ehrenpreis, född den 22 april 1909 i Sofia, Kungariket Bulgarien, död den 20 april 1999 i Saltsjöbaden, var en svensk läkare. Han var son till Marcus Ehrenpreis.
Ehrenpreis avlade studentexamen i Stockholm 1927, medicine kandidatexamen där 1930 och medicine licentiatexamen 1935. Han var frivillig assistent vid Statens bakteriologiska laboratorium 1930–1931, extra ordinarie amanuens vid Karolinska institutets patologiska avdelning 1933–1934, extra och tillförordnad underläkare vid Kronprinsessan Lovisas vårdanstalts kirurgiska avdelning 1934–1937, frivillig assistent och tillförordnad underläkare vid Sachsska barnsjukhuset 1936, tillförordnad underläkare vid Serafimerlasarettets kirurgiska klinik 1938, assistentläkare och tillförordnad underläkare vid Sundsvalls lasaretts kirurgiska avdelning 1938–1939, andre och förste underläkare vid Växjö lasaretts kirurgiska avdelning 1939–1942, amanuens vid ortopediska kliniken i Lund 1943, förste underläkare vid Kronprinsessan Lovisas barnsjukhus 1943–1950 och överläkare där 1951. Ehrenpreis promoverades till medicine doktor 1946. Han var docent i barnkirurgi vid Karolinska institutet 1947–1974 överläkare vid kirurigiska avdelningen på Karolinska sjukhusets barnklinik 1952–1974 och ledamot av socialstyrelsens vetenskapliga råd 1961–1974. Bland Ehrenpreis skrifter märks Megacolon in the Newborn (doktorsavhandling 1946). Han blev riddare av Nordstjärneorden 1963.